# UTC+3

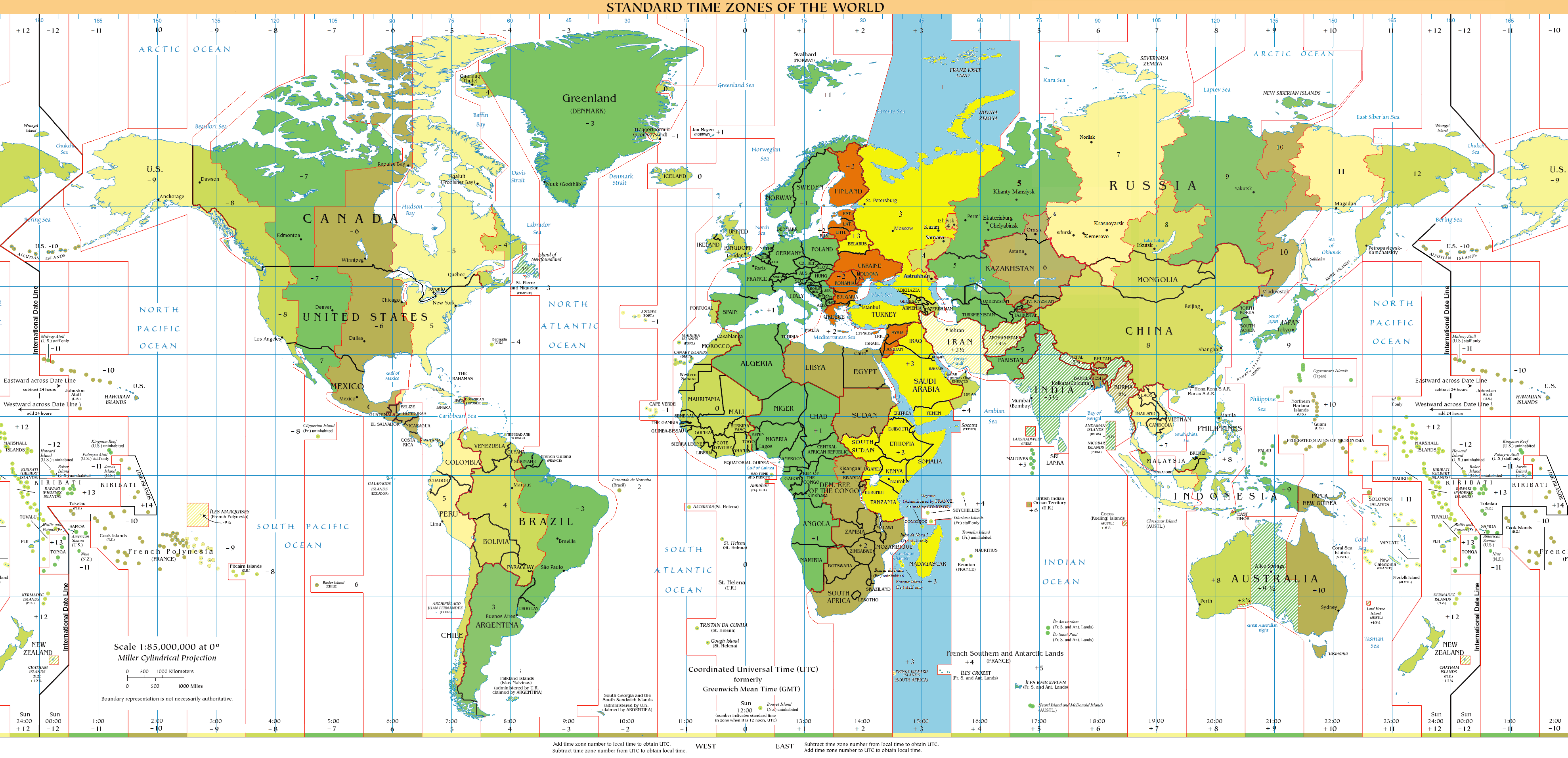
UTC+3: 橙-6月前後に適用、黄-通年適用、水色-海域

UTC+3とは、協定世界時を3時間進ませた標準時である。

## タイムゾーン

### 標準時（通年）
- アラビア標準時 - AST
  -  イエメン
  -  イラク
  -  カタール
  -  クウェート
  -  サウジアラビア
  -  バーレーン
- シリア
- トルコ
- ヨルダン
- 東アフリカ時間 - EAT
  -  ウガンダ
  -  エチオピア
  -  エリトリア
  -  ケニア
  -  コモロ
  -  ジブチ
  -  ソマリア
  -  タンザニア
  -  マダガスカル
  -  マヨット（フランス領）
- ベラルーシ
- ロシア
  - モスクワ時間 - MSK
    -  南オセチア
    -  クリミア自治共和国、 セヴァストポリ - ウクライナとしては夏季UTC+3・冬季UTC+2である一方、ロシアとしては通年UTC+3としている
- 南極
  - 昭和基地

### 夏時間（北半球）
- イスラエル
- エジプト
- 東ヨーロッパ夏時間 - EEST
  -  アクロティリおよびデケリア（イギリス領）
  -  ウクライナ（ロシアとの帰属係争地域を除く）
  -  エストニア
  -  キプロス
  -  ギリシャ
  -  パレスチナ
  -  フィンランド
    -  オーランド諸島を含む

  -  ブルガリア
  -  モルドバ
    - 沿ドニエストル共和国を含む

  -  ラトビア
  -  リトアニア
  -  ルーマニア
  -  レバノン